# 外文出版社
外文出版社（Foreign Languages Press）是中国外文出版发行事业局下屬單位，也是中華人民共和國的主要對外出版機構，成立於1952年。

## 概述
1952年，中华人民共和国的对外宣传机构进行了调整：8月，中央人民政府新闻总署撤销，所属国际新闻局改组为外文出版社。国际新闻局新闻处归新华通讯社，成为新华社对外新闻编辑部，专门负责国内新闻的对外报道；国际新闻发布则归新华社国际新闻部负责；国际新闻局特稿组同时划归新华社，后成为新华社对外部的特稿社。
1952年4月28日，政务院文化教育委员会就国际新闻局改组为外文出版社给中央人民政府政务院的报告中指出：国际新闻局过去的业务范围过大，“今后为了更好地分工，并加强外国文字的宣传工作，经本委3月26日第33次会议决定，将该局改组为外文出版社”，“改组后之外文出版社，将为编译出版我国对外宣传之外文书刊的统一的事业机构”。该局原有之英文广播稿的编译工作自本年4月起归新华社，管理外国记者工作自3月起归中央人民政府外交部情报司。
2010年11月下旬，中国外文出版发行事业局下屬之外文出版社、新世界出版社、華語教學出版社、海豚出版社、朝華出版社、中國畫報出版社、新星出版社和中國國際圖書貿易總公司全部完成轉企改制工作，由事業單位改制為有限責任公司。
外文出版社出版內容包括中華人民共和國領導人著作、中國共產黨和中華人民共和國政府發佈的重要文獻，以及反映中華人民共和國當代國情和中國傳統文化的讀物。截至2012年，外文出版社已經出版了3萬餘種圖書，覆蓋43種語言，受眾近200個國家和地區。
2008年、2011年、2017年，外文出版社荣获三届中国出版政府奖“先进出版单位”。

## 外部連結
- 外文出版社（页面存档备份，存于）